# Kanton Montreuil
Montreuil (Nederlands: Monsterole) is een voormalig kanton van het Franse departement Pas-de-Calais. Het kanton maakte deel uit van het arrondissement Montreuil. Het kanton werd opgeheven bij decreet van 24 februari 2014 met uitwerking vanaf 2015. De gemeenten werden onderverdeeld onder de kantons Berck en Étaples.

## Gemeenten
Het kanton Montreuil omvatte de volgende gemeenten:
- Beaumerie-Saint-Martin
- La Calotterie
- Campigneulles-les-Grandes
- Campigneulles-les-Petites
- Cucq
- Écuires
- Lépine
- La Madelaine-sous-Montreuil
- Merlimont
- Montreuil (hoofdplaats)
- Nempont-Saint-Firmin
- Neuville-sous-Montreuil
- Saint-Aubin
- Saint-Josse
- Sorrus
- Le Touquet-Paris-Plage
- Wailly-Beaucamp